# شونن بلان
شونن بلان (Chenin blanc) یا پینوی لوآر (Pineau de la Loire) نوعی شراب سفید است که از انگور درهٔ لوآر در فرانسه بدست می‌آید. این شراب به شدت اسیدی است از این رو می‌توان از آن در تولید شراب گازدار یا شراب دسرها استفاده کرد. البته در تولید شراب‌های خنثی هم می‌توان آن را بکار برد. انگور تولید کنندهٔ آن در آفریقای جنوبی نیز کشت می‌شود که به آن Steen گفته می‌شود. این انگور احتمالاً از نخستین انگورهایی است که Jan van Riebeeck در سال ۱۶۵۵ در آفریقای جنوبی کشت کرده‌است.

## خوراک
شونن بلان‌های سبک و خشک را می‌توان در کنار غذاهای سبک مانند سالاد، مرغ و ماهی خورد اما شونن بلان‌های شیرین تر را در کنار غذاهای تند و ادویه دار مانند غذاهای شرقی و آمریکای لاتین خورد. همچنین سس خامه و پاته می‌توانند در کنار حالت اسیدی این شراب مناسب باشند.